# Elisabeth Helene von Vieregg
Elisabeth Helene von Vieregg (4 maggio 1679 – 27 giugno 1704) è stata una nobildonna danese, amante del re Federico IV di Danimarca.

## Biografia

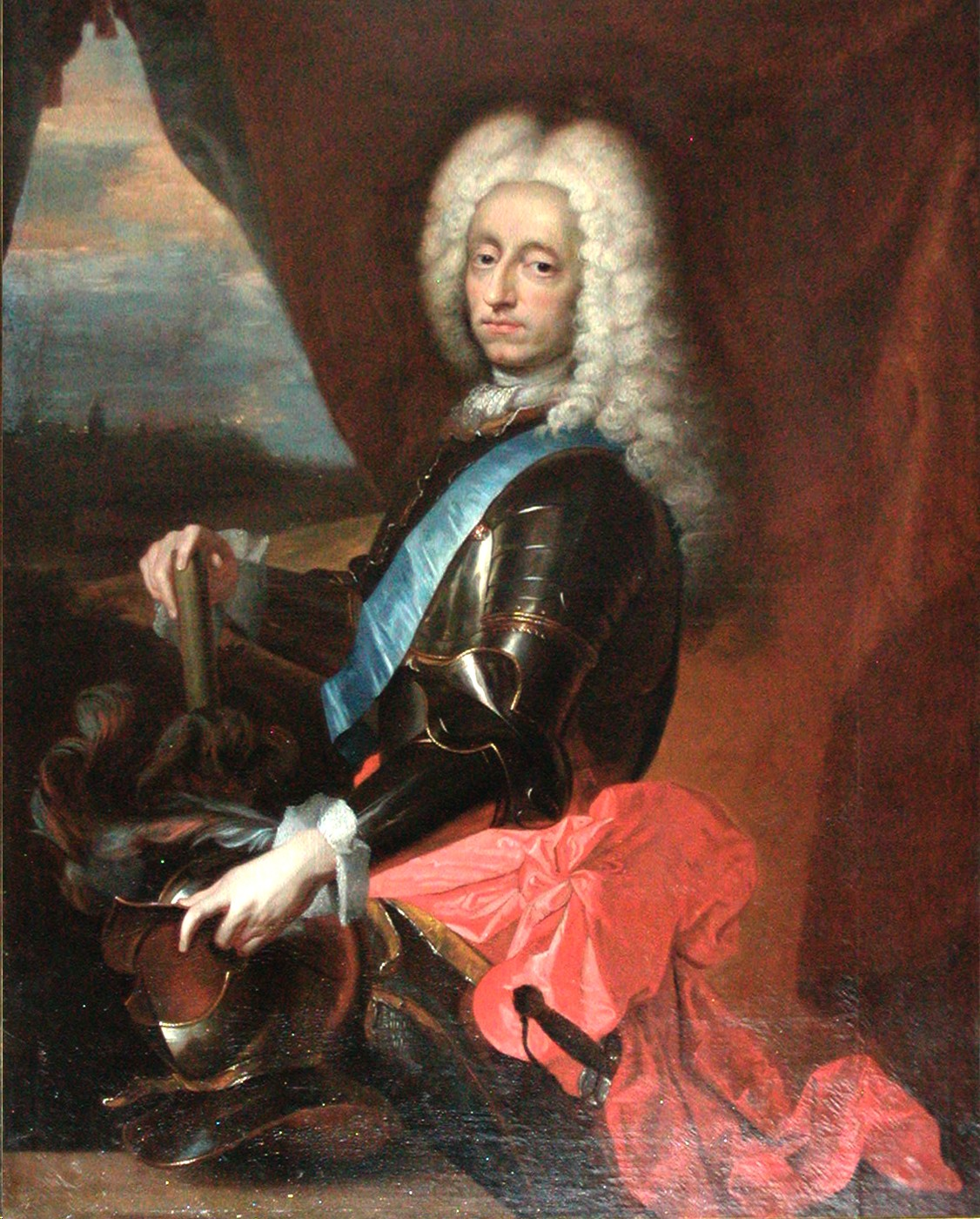
Federico IV

Era figlia di Adam Otto von Vieregg, un ministro prussiano che dal 1698 al 1706 fu ambasciatore a Copenaghen.
Elisabeth entrò a corte come dama di compagnia della principessa Sofia Edvige di Danimarca. Nel 1699 iniziò la sua relazione con il principe Federico, divenuto re quello stesso anno.
La loro relazione fu inizialmente segreta e venne svelata nel 1701. Il 6 settembre 1703 venne creata contessa e sposò segretamente Federico morganaticamente. Il re però era già sposato con Luisa di Meclemburgo-Güstrow e ciò, di fatto, lo rendeva bigamo. La bigamia del re tuttavia venne riconosciuta lecita dalle autorità ecclesiastiche danesi, che presero come punto di riferimento la poligamia biblica dei profeti ebraici.
Diede alla luce un figlio che morì bambino:
- Frederik Gyldenløve (18 giugno 1704–9 marzo 1705).

Dopo la sua morte venne sostituita come dama di compagnia da Charlotte Helene von Schindel.